# De Crassier

Familiewapen van De Crassier

De Crassier is een van oorsprong Zuid-Nederlands geslacht waarvan leden sinds 1816 tot de Nederlandse adel en de Belgische adel behoren en in 1949 uitstierf.

## Geschiedenis

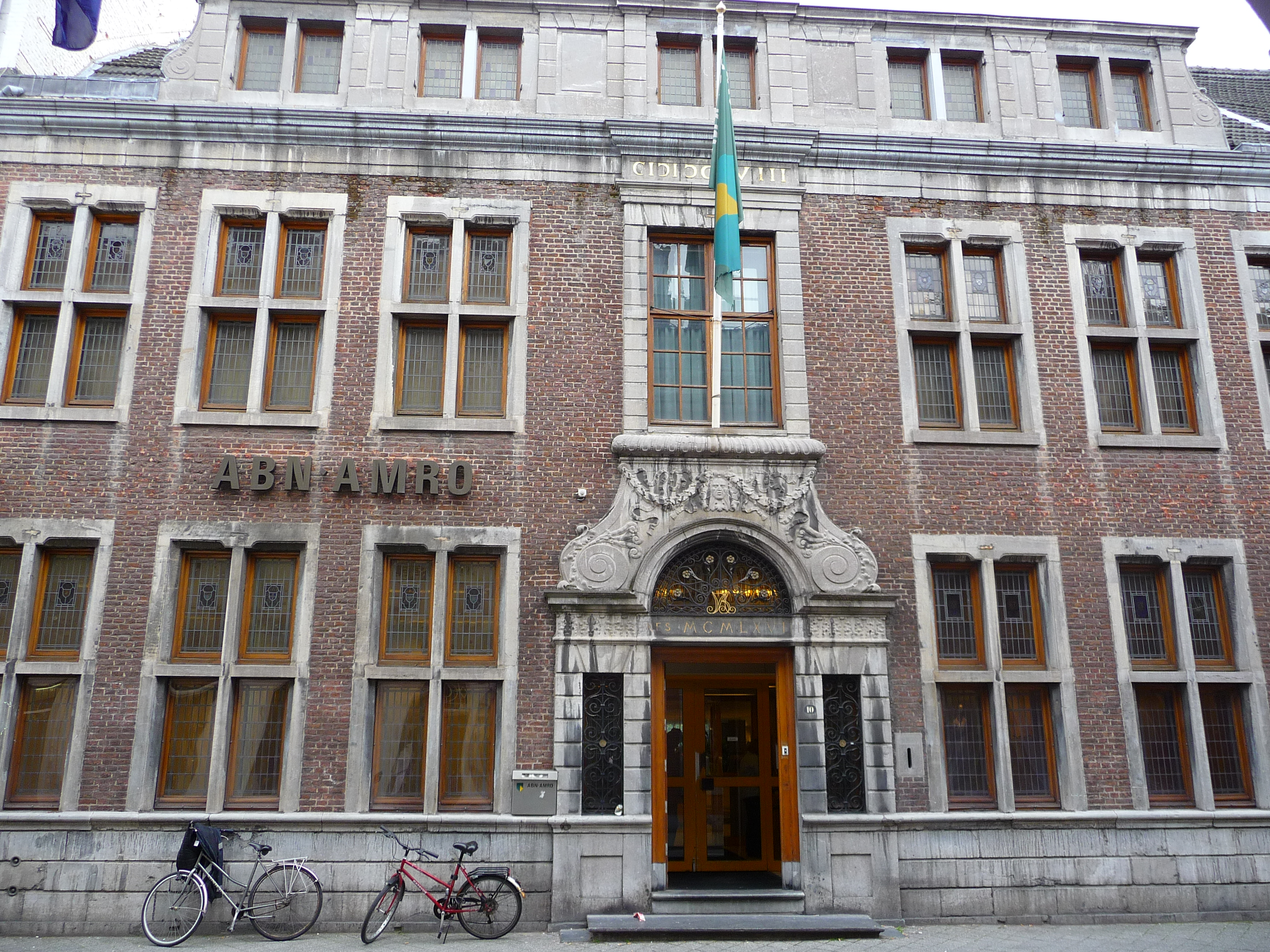
Huis de Crassier, Bredestraat 10, Maastricht

De stamreeks begint met Louis le Crachier die zich in 1539 in Cerexhe (Luik) vestigde. Een directe afstammeling, Willem-Pascal de Crassier (1662-1751), raadslid in Luik, werd op 5 juli 1703 verheven tot baron van het Heilig Roomse Rijk. Vanaf 26 april 1816 volgden voor enkele van zijn afstammelingen erkenningen in de adel en benoemingen in de ridderschappen.
In 1830 splitste de familie zich in een Nederlands en een Belgisch gedeelte. De Nederlandse tak stierf uit in 1910, de Belgische in 1949.

## Léonard-Guillaume de Crassier
Léonard Willem de Crassier († 1820) werd in 1819 erkend in de erfelijke adel met de titel baron, overdraagbaar op alle afstammelingen. Hij was een zoon van majoor Leonard de Crassier, nog een zoon van Willem de Crassier en van Anne Loyens. Leonard jr. werd eveneens majoor. Hij overleed ongehuwd, zodat deze familietak in 1820 uitgestorven was.

## Louis de Crassier
Louis Marie Guillaume Joseph de Crassier (Luik, 7 februari 1772 - 23 mai 1851) was een historicus en numismaat. Hij was een zoon van baron Lambert de Crassier (* 1750) en van Marie-Jeanne de Bollis, een kleinzoon van baron Louis de Crassier en een achterkleinzoon van baron Willem-Pascal de Crassier.
In de Franse tijd was hij directeur van de nationale goederen en raadslid op de prefectuur van de Ourthe. In 1816 verkreeg hij erkenning van erfelijke adel met de titel baron overdraagbaar op al zijn afstammelingen en benoeming in de Ridderschap van de provincie Luik. Hij trouwde in 1811 met barones Marie de Stockhem (1782-1852). Ze hadden twee dochters en een zoon maar geen verder nageslacht. Deze familietak stierf uit in 1851.

## Willem-Louis Dominique de Crassier
Willem-Louis de Crassier (Maastricht, 4 augustus 1752 - 30 november 1847) was een zoon van Willem-Jan de Crassier (1713-1791), die eveneens een zoon was van Willem-Pascal en getrouwd was met Anne Loyens. Willem-Louis trouwde in 1784 met Marie-Anne Booten (1747-1791).
In 1818 werd hij erkend in de erfelijke adel, met de titel baron overdraagbaar op alle afstammelingen. In 1830 bleef hij Oranje trouw, in tegenstelling tot andere familieleden. Hij had een zoon, die in 1862 als laatste van deze familietak overleed.

## Jean-Frédéric de Crassier

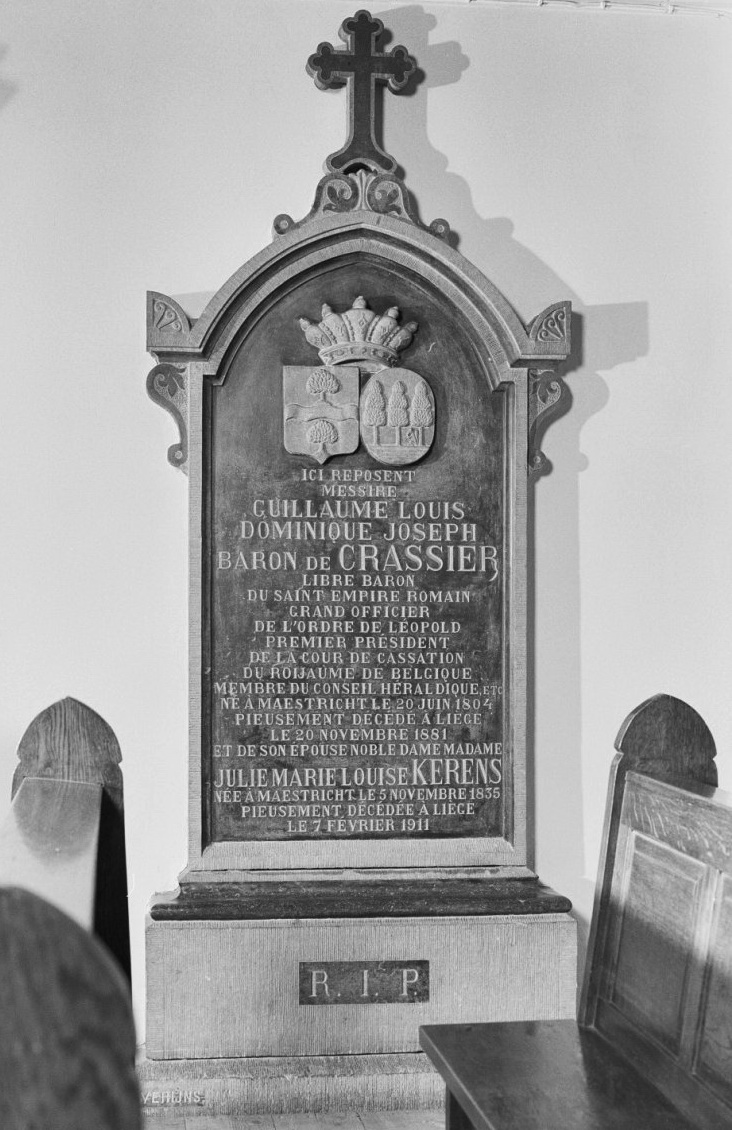
Grafmonument Willem de Crassier

Jean Frédéric Guillaume Joseph de Crassier (Maastricht, 20 maart 1759 - Meerssen, 9 augustus 1841) was een broer van Willem-Louis de Crassier. Hij was schepen van Maastricht. In 1822 werd hij erkend in de erfelijke adel met de titel baron overdraagbaar op alle afstammelingen. Hij trouwde in 1803 met Maria Ida Kerens (1769-1854) en woonde in kasteel Jerusalem, ten noorden van Maastricht. Ze kregen vier kinderen. Het echtpaar en hun twee dochters bleven na 1830 Nederlanders. De twee zoons Willem (1804-1880) en Paul (1808-1864) opteerden voor de Belgische nationaliteit. Paul werd hoofdinspecteur van de steenkoolmijnen.
Willem (Guillaume Louis Dominique Joseph), die bibliofiel was, werd secretaris-generaal van het ministerie van Justitie en eindigde zijn carrière als eerste voorzitter van het Hof van Cassatie. Hij was in 1863 mede-oprichter van Limburgs Geschied- en Oudheidkundig Genootschap in Maastricht. Twee van zijn kinderen waren: William de Crassier (1867-1948), advocaat en voorzitter van de Société des bibliophiles liégeois, en Louis M.E. de Crassier (1872-1949), jurist, amateur-historicus en bibliofiel. Hij was tevens voorzitter van de heraldische sectie van de Vereniging van de Adel van het Koninkrijk België. Met deze laatste is de familie De Crassier in 1949 uitgestorven.